# Amblycerus kingsolveri
Amblycerus Kingsolveri là một loài bọ cánh cứng trong họ Bruchidae. Loài này được Ribeiro-Costa miêu tả khoa học năm 1992.